# دياندر براون
دياندر براون (بالإنجليزية: DeAndre Brown)‏ هو لاعب كرة قدم أمريكية أمريكي، ولد في 12 أكتوبر 1989.

## وصلات خارجية
- دياندر براون على موقع مرجع كرة القدم المحترفة.كوم (الإنجليزية)